# 苗栗縣警察局
苗栗縣警察局（簡稱苗栗縣警局、苗縣警局），為苗栗縣最高警察行政機關，隸屬於內政部警政署及苗栗縣政府，負責苗栗縣內治安之維護及縣內所有警察行政、人事、教育及訓練等事務，下轄苗栗、竹南、頭份、通霄、大湖 等5個分局，總局設於苗栗市府前路。

## 歷史沿革
- 1926年設立新竹州苗栗郡、竹南郡、大湖郡警察課
- 1946年2月14日設立新竹縣警察局苗栗區、竹南區、大湖區警察所
- 1949年8月改制為新竹縣警察局苗栗分局、竹南分局、大湖分局
- 1950年10月25日成立苗栗縣政府，警察組織同時配合行政區域調整，增設苗栗縣警察局（時設於新竹縣警察局苗栗分局原址，位於今苗栗市中正路136號 中苗加油站），下轄苗栗、竹南、大湖三個分局
- 1951年11月調整警察局編制，將苗栗分局移往通霄，改名為通霄分局，並將苗栗鎮警察轄區改制為「苗栗直屬分駐所」直屬於縣警察局，而分局其餘鄉鎮的轄區不變，只是分局搬往通霄而改名。此時，為三個分局，一個直屬分駐所之編制。
- 1953年4月24日調整警察局編制，將通霄分局所轄之苗栗鎮、公館、頭屋、三義、銅鑼等5個鄉鎮劃出，恢復苗栗分局，原「苗栗直屬分駐所」裁併入苗栗分局。此時，有四個分局。
- 1954年8月16日調整警察局編制，將大湖分局所轄之泰安鄉劃出，成立泰安分局，此時，有五個分局。
- 1965年因應地區治安需求廢除泰安分局，泰安鄉復歸大湖分局管轄。同年將竹南分局所轄之頭份、三灣、南等3個鄉鎮劃出，另設頭份分局。此時，仍有五個分局至今。
- 1968年因苗栗縣警察局舊廳舍無法容納日益增加之辦公人員，時任局長陳舉籌在苗栗縣政府、苗栗縣議會支持下，將警察局改至現址苗栗市府前路2號，新廳舍於翌年8月26日落成。

## 局內單位
- 行政科：勤務規劃、警力配備、警察服制、設備標準、妨害風化（俗）行為取締及職務協助事項。
- 保安科：保安警備措施規劃與督導、集會遊行許可、秩序維護、義勇警察組訓與運用，戰時警察工作、協助軍事動員、民防組訓、防護、民防團隊督導及其他有關保安、民防事項。
- 訓練科：警察教育訓練進修、警察人員心理輔導及其他有關訓練事項。
- 防治科：戶口查察之規劃推行及其他有關戶口管理事項。
- 外事科：外僑管理及安全維護、涉外案件處理、警察紀錄證明書核發及其他有關外事警察事項。
- 後勤科：財產管理、廳舍營繕、通訊、警察裝備保養供應及其他有關後勤事項。
- 鑑識科：刑案現場勘察、採證、物證鑑驗、證物處理管制、鑑識技術研究發展、教育訓練及其他有關刑事鑑識事項。
- 秘書科：文稿繕核、資料彙編、事務管理、機要文電處理、文書、檔案、研考、印信、出納及不屬於其他課、室、中心事項。
- 督察科：勤務督導、考核、員警風紀維護、特種警衛及其他有關督察事項。
- 保防科：保密防諜、安全防護、保防教育、社會治安調查、危害國家線索發掘與偵處及其他有關安全業務事項。
- 資訊科︰警政資訊系統規劃與發展、電腦軟硬體設施操作、管理與維護、資訊教育訓練與諮詢服務及其他資訊處理事項。
- 公共關係科：為民服務、新聞聯繫、民意機關聯絡及其他公關業務事項。
- 法制科:掌理警政法規之審查、整理、諮詢、宣導、講習、國家賠償事件處理及其他有關法制等事項。
- 人事室：辦理任免遷調、獎懲、考績（考成）、勤惰管理 、退撫、資遺 、員警福利 、公保、健保等事項。
- 會計室：辦理歲計、會計事項，並兼辦統計事項。
- 政風室：辦理廉政宣導、擬訂及推動廉政法令、公職人員財產申報、利益衝突迴避及廉政倫理相關業務、對於具有貪瀆風險業務之清查及其他有關政風事項。
- 勤務指揮中心：警察勤務之指揮、調度管制、協調聯繫與最新治安狀況之管制、一一０報案管理及其他有關勤務指揮事項。
- 民防管制中心：辦理防情管制、通信、警報事項。

## 直屬（大）隊
- 保安警察隊
- 刑事警察大隊：設三隊、二組辦事。
- 婦幼警察隊：設二組辦事。
- 少年警察隊：設二組辦事。
- 交通警察隊：設三組辦事並得於交通繁雜之地區設交通警察分、小隊兼受當地分局之指揮、督導。

## 分局
有5個分局、13個分駐所及57個派出所、464個警勤區、46個刑責區。
| 分局名稱 | 轄區                                   | 地址              | 內部單位                                                             | 分駐（派出所） | 網址                                                          |
| -------- | -------------------------------------- | ----------------- | -------------------------------------------------------------------- | --- | ------------------------------------------------------------- |
| 苗栗分局 | 苗栗市、頭屋鄉、公館鄉、銅鑼鄉、三義鄉 | 苗栗市金鳳街109號 | 第一組、第二組、第三組、第四組、第五組、偵查隊、警備隊、勤務指揮中心 | 頭屋分駐所、銅鑼分駐所、公館分駐所、三義分駐所，南苗派出所、北苗派出所、文山派出所、明德派出所、福基派出所、鶴崗派出所、雞隆派出所、龍騰派出所、鯉魚派出所。                                                 | www.mpb.gov.tw/sub/index?m1=21 （页面存档备份，存于）         |
| 竹南分局 | 竹南鎮、後龍鎮、造橋鄉                 | 竹南鎮民族街72號  | 第一組、第二組、第三組、第四組、第五組、偵查隊、警備隊、勤務指揮中心 | 造橋分駐所、後龍分駐所、竹南派出所、中港海口派出所、大同派出所、談文派出所、大山派出所、外埔派出所、聯港派出所、新港派出所、南勢派出所。                                                                     | www.mpb.gov.tw/sub/index?m1=22 （页面存档备份，存于）         |
| 頭份分局 | 頭份市、三灣鄉、南庄鄉                 | 頭份市中興路503號 | 第一組、第二組、第三組、第四組、第五組、偵查隊、警備隊、勤務指揮中心 | 三灣分駐所、南庄分駐所、頭份派出所、尖山派出所、斗坪派出所、大河派出所、南埔派出所、田美派出所、蓬萊派出所、東河派出所、陸家派出所。                                                                           | www.mpb.gov.tw/sub/index?m1=23 （页面存档备份，存于）         |
| 通霄分局 | 通霄鎮、苑裡鎮、西湖鄉                 | 通霄鎮中正路16號  | 第一組、第二組、第三組、第四組、第五組、偵查隊、警備隊、勤務指揮中心 | 苑裡分駐所、西湖分駐所、通霄派出所、中和派出所、烏眉派出所、埔口派出所、白沙派出所、五福派出所、山腳派出所、社苓派出所、高湖派出所。                                                                         | www.mpb.gov.tw/sub/index?m1=24 （页面存档备份，存于）         |
| 大湖分局 | 大湖鄉、卓蘭鎮、獅潭鄉、泰安鄉         | 大湖鄉中正路78號  | 第一組、第二組、第三組、第四組、偵查隊、警備隊、勤務指揮中心         | 卓蘭分駐所、獅潭分駐所、泰安分駐所、大湖派出所、南湖派出所、校林派出所、坪林派出所、汶水派出所、和興派出所、百壽派出所、龍山派出所、大興派出所、中興派出所、梅園派出所、象鼻派出所、大安派出所、觀霧派出所。 | https://www.mpb.gov.tw/sub/index?m1=25 （页面存档备份，存于） |

## 歷任局長
| 任次 | 姓名   | 任期                         | 備註                                                            |
| ---- | ------ | ---------------------------- | --------------------------------------------------------------- |
| 1    | 樊致祥 | 1950年10月－1951年6月        |                                                                 |
| 2    | 陳聖德 | 1951年6月－1961年8月         | 原任彰化縣警察局局長                                            |
| 3    | 曾克述 | 1961年8月－1965年2月         | 原任臺東縣警察局局長                                            |
| 4    | 劉林華 | 1965年2月－1967年7月         | 原任臺灣省警務處督察 後任雲林縣警察局局長                       |
| 5    | 陳舉籌 | 1967年7月－1970年7月         | 原任臺北市政府警察局副局長 後任臺南縣警察局局長                 |
| 6    | 周之光 | 1970年7月－1973年5月         | 原任澎湖縣警察局局長 後任嘉義縣警察局局長                       |
| 7    | 王雲章 | 1973年5月－1974年11月        | 後任新竹縣警察局局長                                            |
| 8    | 嚴益敬 | 1974年11月－1977年6月        | 原任臺東縣警察局局長 後任雲林縣警察局局長                       |
| 9    | 王秉玉 | 1977年6月－1979年9月         |                                                                 |
| 10   | 馬鑫昌 | 1979年9月－1982年3月         | 原任臺東縣警察局局長                                            |
| 11   | 顧興義 | 1982年3月－1984年1月         |                                                                 |
| 12   | 曾淇水 | 1984年1月－1984年12月        |                                                                 |
| 13   | 顧紹時 | 1984年12月－1986年5月        |                                                                 |
| 14   | 丁原進 | 1986年5月－1989年12月        | 原任臺灣省警務處督察 後任內政部警政署教育組組長                 |
| 15   | 鄭榮進 | 1989年12月－1990年11月       | 原任高雄市政府警察局鼓山分局分局長 後任臺灣省警務處專門委員     |
| 16   | 袁行一 | 1990年11月－1993年1月        | 原高雄市政府警察局督察長 後調任臺中市警察局副局長               |
| 17   | 陳昇輝 | 1993年1月－1996年7月         |                                                                 |
| 18   | 馮棟森 | 1996年7月－1998年2月         |                                                                 |
| 19   | 陳逸峰 | 1998年2月－2000年9月         | 原任臺北市政府警察局萬華分局分局長 後任臺北市政府警察局督察長   |
| 20   | 何春乾 | 2000年9月－2003年9月         | 原任內政部警政署教育組組長 後任臺南市警察局局長                 |
| 21   | 黎文明 | 2003年9月－2007年2月         | 原任內政部警政署秘書室主任 後任內政部警政署保安組組長           |
| 22   | 鍾國文 | 2007年2月－2009年7月         | 原任內政部警政署秘書室主任 後任內政部警政署安檢組組長           |
| 23   | 邱銘光 | 2009年7月－2010年12月        | 原任高雄市政府警察局苓雅分局分局長 後任桃園縣政府警察局主任秘書 |
| 24   | 曾義瓊 | 2010年12月－2015年1月        | 原任警察廣播電臺總臺長 屆齡退休                                 |
| 25   | 王嘉衡 | 2015年1月－2016年8月1日      | 原任臺北市政府警察局萬華分局分局長 後任臺北市政府警察局督察長   |
| 26   | 金浩明 | 2016年8月1日－2017年11月6日  | 原任基隆港務警察總隊總隊長 後任臺北市政府警察局主任秘書         |
| 27   | 林炎田 | 2017年11月6日－2018年7月16日 | 原任內政部警政署公共關係室主任 後任刑事警察局副局長             |
| 28   | 林國清 | 2018年7月16日－2019年7月22日 | 原任花蓮港務警察總隊總隊長 後任內政部警政署保安組組長           |
| 29   | 翁群能 | 2019年7月22日－2021年1月15日 | 原任桃園市政府警察局桃園分局分局長 後任臺北市政府警察局督察長   |
| 30   | 周煥興 | 2021年1月16日－2022年1月16日 | 原任內政部警政署公共關係室主任 後任臺南市政府警察局督察長       |
| 31   | 陳武康 | 2022年1月17日－2023年        | 原任內政部警政署法制室主任 後任桃園市政府警察局副局長           |
| 32   | 莊勝雄 | 2023年1月16日－2024年1月18日 | 原任高雄港務警察總隊總隊長                                      |
| 33   | 陳世煌 | 2024年1月19日－2025年1月16日 | 原任內政部警政署警察通訊所所長                                  |

資料來源：苗栗縣警察局全球資訊網

## 外部連結
- 苗栗縣警察局全球資訊網 （页面存档备份，存于）
- 苗栗縣警察局臉書粉絲團的Facebook專頁